# Butbladet skræppe
Butbladet skræppe (Rumex obtusifolius) er en 50-100 cm høj urt, der vokser på næringsrig bund ved veje, på ruderater og nær bebyggelse. Den ligner kruset skræppe, men blosterbladene har tydelige tænder hos den butbladede skræppe, mens de er korte og svage hos den krusede. I lighed med andre skræppearter opfattes den i have- og landbrug som en ukrudtsplante.

## Beskrivelse
Byskræppe er en flerårig urt med en åben og stærkt grenet blomsterstand samt udstående grene. Stænglen er kraftig, hårløs og let furet. Bladene sidder spredt, og de et ægformede med butspids eller ingen egentlig spids samt med bølget rand. De nederste blade kan blive op til 35 cm lange.
Blomstringen sker i juli-august. Blomsterne sidder samlet toppen af planten i kranse à seks grønne enkeltblomster. Frugterne er små nødder, der dannes af de tre indre blosterblade, der forstørres og får de lange tænder på randen. En enkelt skræppeplante kan producere op til 30.000 frugter, der kan overleve i jord i op mod 100 år.
Planten har en meget dybtgående pælerod. Det giver den rigeligt med oplagsnæring, sådan at den kan klare de mest barske forhold, når først den er etableret.

## Udbredelse
Den butbladede skræppe er naturligt hjemmehørende i Europa, men har bredt sig til mange andre områder og lande i verden, fx USA, Australien og New Zealand.

## Anvendelse
Traditionelt har man brugt bladene fra skræpper til at dække over knapostmassen, og de blev også i tidligere tider brugt til at lægge i bunden af en kurv, man brugte til at hente fisk hjem i.
I nutiden bruges de til dekorationsformål, idet blomsterstandene forbliver på planten hen over vinteren. Desuden kan roden anvendes til kryddersnaps.
| Portal | Portal:Botanik |